# 2013年教宗选举秘密会议

宗座出缺時，總務樞機塔爾奇西奧·貝爾托內所使用的纹章。

2013年教宗選舉秘密會議因教宗本笃十六世於2013年2月28日退位而召集举行。这是天主教会历史上第三次在前任教宗仍在世时召集的教宗選舉秘密會議，第一次发生在1294年，第二次發生於1415年。會議從2013年3月12日開始，經過五輪投票後，在3月13日19時06分，會議舉行地西斯汀小堂的煙囪冒出白煙，表示樞機團已選出新教宗，而約50秒後聖伯多祿大殿響起鐘聲，確認新教宗已被選出。當選者為阿根廷籍樞機喬治·瑪略·伯格里奧，並取名號為「方濟各」。

## 背景
2013年2月11日，教宗本笃十六世宣布因健康原因将於2月28日退位，成为近六百年来首位在任内主动辞职的教宗，上一位是於1415年退位的教宗额我略十二世。根据宗座憲令《主的普世羊群》的规定，此次選舉秘密会议的召集人是未满80岁的枢机中年龄最长者——来自意大利的若翰·雷，以代替因超龄不能参加此次选举枢机团团长安傑洛·索達諾和副团长羅哲·埃切加雷，但索达诺枢机将召集选前筹备会。在自己不当选的前提下，选举的召集人也将在选举结束时询问当选教宗是否接受选举结果。

### 枢机选举人
尽管當時共有208位枢机，根据教宗保禄六世於1970年制定，教宗若望·保禄二世於1996年發布宗座憲令《主的普世羊群》的规则，在宗座出缺时年届80岁的枢机不得参加秘密會議。在2013年初因為涉及性醜聞的蘇格蘭籍樞機凱斯·奧布萊恩在辭去總主教職務後表示不會參與選舉教宗。而印尼樞機主教儒利乌·达曼特马德則因健康原因而未能到羅馬參與选举。故此能夠參與該次秘密會議的只有115位樞機。

### 候选人
原则上，参加选举的枢机可以投票给任何业已受洗的成年男性天主教徒，然而，自1378年以来选出的教宗都是枢机。基道霍·勋博恩伯爵，菲律宾首席主教類思·安多尼·塔格萊，圣座正义与和平委员会主席伯多祿·图克森，圣座主教部部长、宗座拉丁美洲委员会主席马尔谷·乌埃勒以及米兰總教區总主教安杰洛·斯科拉都是媒体看好的热门人选。 其他有资格参选的枢机包括东方教会部部长良纳·桑德里和纽约總教區总主教弟茂德·彌額尔·多兰。
| 樞機選舉人分布 |                                                                                                   |
| 義大利         | 28                                                                                                |
| 欧洲其餘部分   | 32                                                                                                |
| 北美洲         | 20                                                                                                |
| 南美洲         | 13                                                                                                |
| 非洲           | 11                                                                                                |
| 亚洲及大洋洲   | 11                                                                                                |
| 选举人         | 115                                                                                               |
| 缺席           | 2 儒略·达曼特马德樞機 （雅加達總教區總主教） 基斯·歐布萊恩樞機 （聖安德魯斯暨愛丁堡總教區總主教） |
| 卸任教宗       | 本篤十六世（2005年至2013年）                                                                      |
| 新任教宗       | 方濟各（2013年至2025年）                                                                          |

## 日期
這次教宗選舉秘密會議会在3月12日开始。宗座宪章第37条要求选举在宗座出缺之后的15至20天内举行。然而，这一规定主要是因为教宗逝世的日期一般难以提前预测，因而预留各地的枢机汇集罗马参加教宗葬礼的旅行时间。

## 選舉過程
3月12日17時42分（UTC+8時間3月13日00時42分），西斯汀小堂的煙囪冒出了此次選舉的第一次黑煙，這也說明了第一輪投票已經結束，而且最高票者未達總數之三分之二（77票），第一輪投票失敗。3月13日11時39分（UTC+8時間3月13日18時39分），經過了第二輪及第三輪的投票，樞機團依然未達成共識，投票失敗。而於同日的第四輪投票，也依然未達票數門檻，投票失敗。經過第五輪的投票，樞機團達成了共識，3月13日19時06分（UTC+8時間3月14日02時06分），西斯汀小堂的煙囪冒出了白煙，投票成功並選出新教宗。聖伯多祿大殿約50秒後響起鐘聲，確認新教宗已被選出。
樞機團的執事級首席樞機，若望-類斯·托朗樞機於3月13日20時12分（UTC+8時間3月14日03時12分）登上聖伯多祿大殿中央陽台向聖伯多祿廣場的信眾以拉丁語宣布新教宗的姓名及名號。該拉丁語宣布如下：
|  | Annuntio vobis gaudium magnum: HABEMUS PAPAM! Eminentissimum ac Reverendissimum Dominum, Dominum Georgium Marium Sanctæ Romanæ Ecclesiæ Cardinalem Bergoglio, qui sibi nomen imposuit Franciscum |

中文翻譯如下：
|  | 我十分高興向你們宣布： 我們有了教宗！ 他是最傑出和最可敬的 神聖羅馬教會喬治·瑪略·伯格里奧樞機 以「方濟各」作為他的名號 |

新教宗的姓名為喬治·瑪略·伯格里奧，並取名號為「方濟各」。
新教宗隨後於3月13日20時22分（UTC+8時間3月14日03時22分）登上聖伯多祿大殿中央陽台給予信眾首個宗座祝福，即《致全城与全球》（全城指教宗駐地羅馬）的降福。他請信眾首先為榮休教宗本篤十六世祈禱，然後為他的牧職祈禱，並求聖母瑪利亞護佑他。身在聖伯多祿廣場的信眾則高呼「教宗萬歲」（Viva il Papa）。伯格里奧樞機選擇其名号為「方濟各」是為了紀念亞西西的方濟各，後來羅馬教廷澄清新教宗的名號是「方濟各」而不是「方濟各一世」，一名梵蒂岡的發言人指出如果將來出現「方濟各二世」，才會將教宗方濟各的名號改為「方濟各一世」。。